# Kanton Saint-Fargeau-Ponthierry
Der Kanton Saint-Fargeau-Ponthierry ist seit 2015 ein französischer Wahlkreis im Arrondissement Melun im Département Seine-et-Marne und in der Region Île-de-France; sein Hauptort ist Saint-Fargeau-Ponthierry.

## Gemeinden
Der Kanton besteht aus sechs Gemeinden mit insgesamt 54.204 Einwohnern (Stand: 1. Januar 2022) auf einer Gesamtfläche von 55,09 km²:
| Gemeinde                        | Einwohner 1. Januar 2022 | Fläche km² | Dichte Einw./km² | Code INSEE | Postleitzahl |
| ------------------------------- | ------------------------ | ---------- | ---------------- | ---------- | ------------ |
| Boissise-le-Roi                 | 3.828                    | 7,09       | 540              | 77040      | 77310        |
| Dammarie-les-Lys                | 23.252                   | 10,24      | 2.271            | 77152      | 77190        |
| Nandy                           | 6.322                    | 8,56       | 739              | 77326      | 77176        |
| Pringy                          | 3.861                    | 4,10       | 942              | 77378      | 77310        |
| Saint-Fargeau-Ponthierry        | 15.117                   | 16,57      | 912              | 77407      | 77310        |
| Seine-Port                      | 1.824                    | 8,53       | 214              | 77447      | 77240        |
| Kanton Saint-Fargeau-Ponthierry | 54.204                   | 55,09      | 984              | 7719       | –            |